# Tàngara de corona opalina
La tàngara de corona opalina (Tangara callophrys) és un ocell de la família dels tràupid (Thraupidae).

## Hàbitat i distribució
Habita la selva pluvial i vegetació secundària de les terres baixes, del sud-est de Colòmbia, est de l'Equador, est del Perú, nord de Bolívia i oest del Brasil.